# Giuseppe Garibaldi (C551)
Giuseppe Garibaldi (C551) je italská lehká letadlová loď. Ve službě byla v letech 1985–2024. V letech 1985-2009 byla vlajkovou lodí Italského námořnictva. Poté ji nahradila nová letadlová loď Cavour. Je pojmenována tradičním jménem italského vlastence Giuseppe Garibaldiho a je v pořadí již čtvrtou lodí tohoto jména. Uvažovalo se ještě o stavbě druhé lodi této třídy, pojmenované Giuseppe Mazzini, ta ale nakonec nebyla nikdy objednána.
V březnu 2025 informovalo médium Jane's, že zájem o vyřazené plavidlo projevila Indonésie. Indonéské námořnictvo do té doby letadlovými loďmi nedisponovalo. Roku 2025 byla zkoumána možnost využití plavidla jako nosiče leteckých dronů a vrtulníků.

## Stavba

Uspořádání letové paluby lodi

Diskuse o potřebě nové letadlové lodě se v Itálii vedla už od 70. let 20. století. Nakonec bylo rozhodnuto postavit lehkou letadlovou loď, která by byla kompromisem mezi požadavky námořnictva, odporem letectva a ekonomickou silou země. Loď byla objednána v roce 1978 a postavena v loděnici Italcantieri (nyní Fincantieri) v Monfalcone. Kýl byl založen v 26. března 1981, trup byl spuštěna na vodu v 4. června 1983 a do služby vstoupila 30. září 1985. 
Jelikož mírová smlouva, uzavřená Itálií po prohrané druhé světové válce, zakazovala operace letounů s pevnými křídly z palub lodí, operovaly z paluby Giuseppe Garibaldi až do roku 1988 pouze vrtulníky. Zákaz byl zrušen až v roce 1989 a poté z lodi operovaly kolmostartující námořní bitevní letouny McDonnell Douglas AV-8B Harrier II, čímž výrazně zvýšily její bojovou hodnotu. 

## Konstrukce

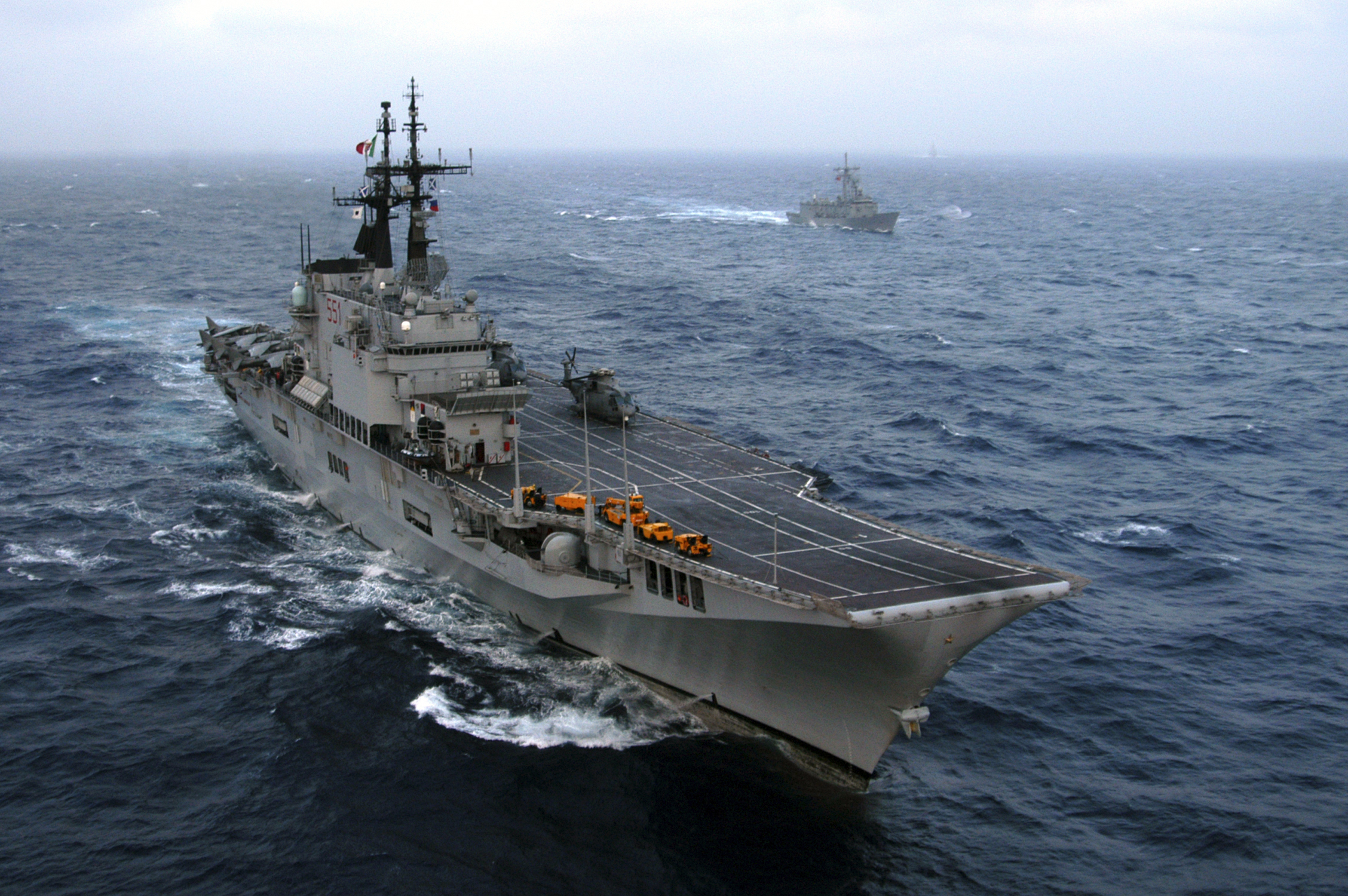
Giuseppe Garibaldi během cvičení v Atlantiku

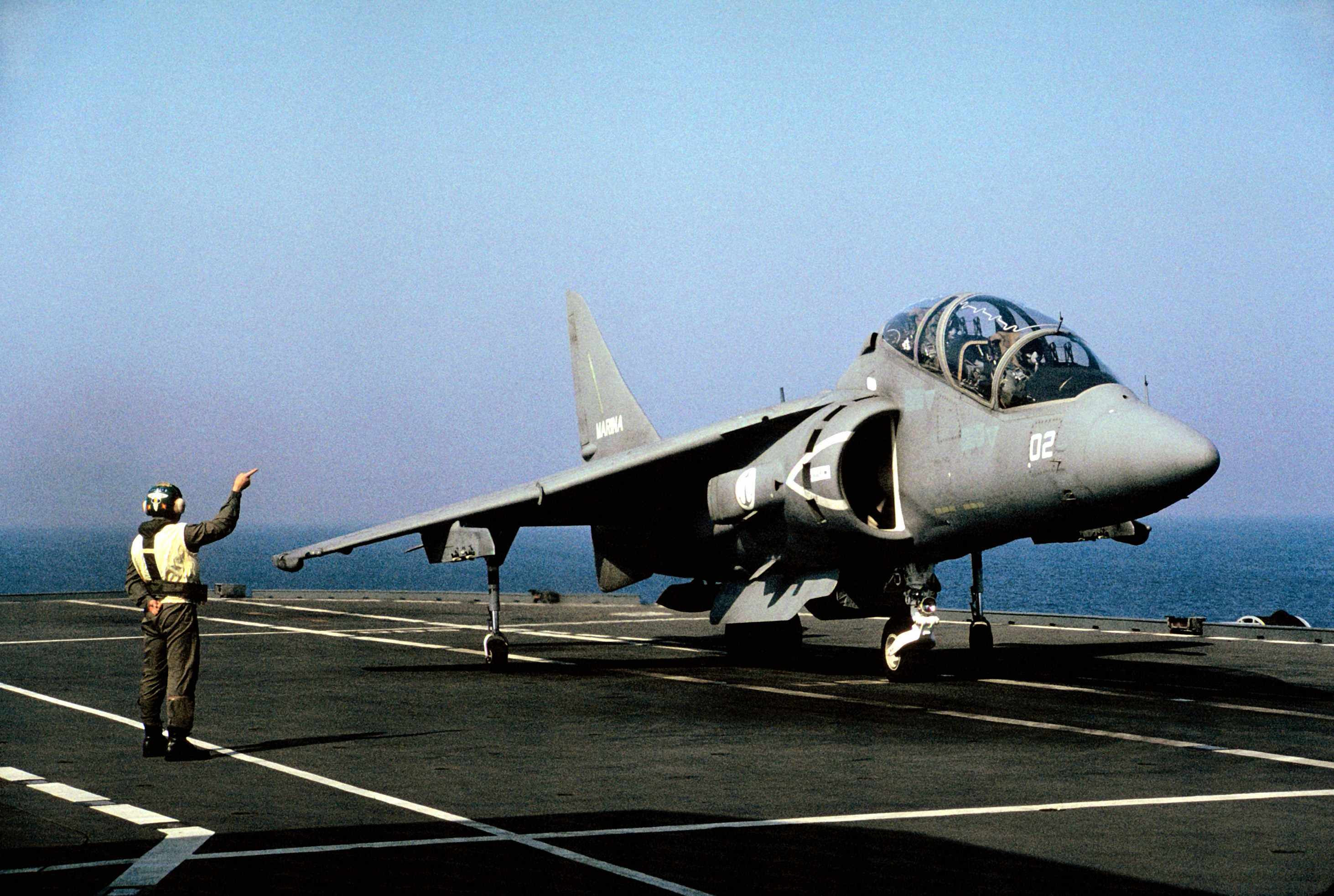
Palubní letoun TAV-8B Harrier na palubě Giuseppe Garibaldi v roce 1992

Giuseppe Garibaldi byla projektována především pro protiponorkové operace. Koncepce lodi je klasická s velitelským ostrovem na pravoboku. Přímá, průběžná letová paluba, která má rozměry 174 m × 30 m, je v ose lodi. Na přídi lodi se navíc nachází skokanský můstek s úhlem 6°, který usnadňuje start letounů V/STOL. Podpalubní hangár má rozměry 110 m × 15,6 m, výšku 6,3 m a přístup z paluby je do něj pomocí dvou šestiúhelníkových výtahů. Do hangáru se vejde jedenáct těžkých vrtulníků či jeden vrtulník a deset letounů Harrier. Giuseppe Garibaldi může nést maximálně šestnáct letounů AV-8B Harrier II, nebo osmnáct helikoptér Agusta, což jsou licenční vrtulníky firmy Bell, přičemž jsou možné i různé kombinace. Letecký provoz na moři usnadňují dva páry křídlových stabilizátorů náklonu.
Loď je vyzbrojena dvěma trojhlavňovými 324mm protiponorkovými torpédomety ILAS. Protiletadlovou obranu zajišťují dvě osminásobná odpalovací zařízení Mk 29 pro protiletadlové řízené střely Selenia Aspide s doletem 19 km. Zásoba střel činí 48 kusů. Další protiletadlovou výzbroj tvoří tří italské 40mm hlavňové systémy blízké obrany DARDO. Loď je rovněž vybavena protitorpédovým systémem AN/SLQ-25 Nixie.
Pohonný systém je koncepce COGAG. Tvoří ho čtyři plynové turbíny General Electric LM2500, které roztáčejí dvojici pětilopatkových lodních šroubů. Nejvyšší rychlost je 29,5 uzlu. Dosah činí 7 000 námořních mil při 20 uzlech.

### Modernizace
Během služby bylo plavidlo několikrát modernizováno. Roku 2003 byly vylepšeny komunikační systémy a odstraněny protilodní střely Otomat Mk.2, čímž byl získán další prostor pro letecké operace. Roku 2013 byl modernizován pohon a systémy C4I.

## Služba

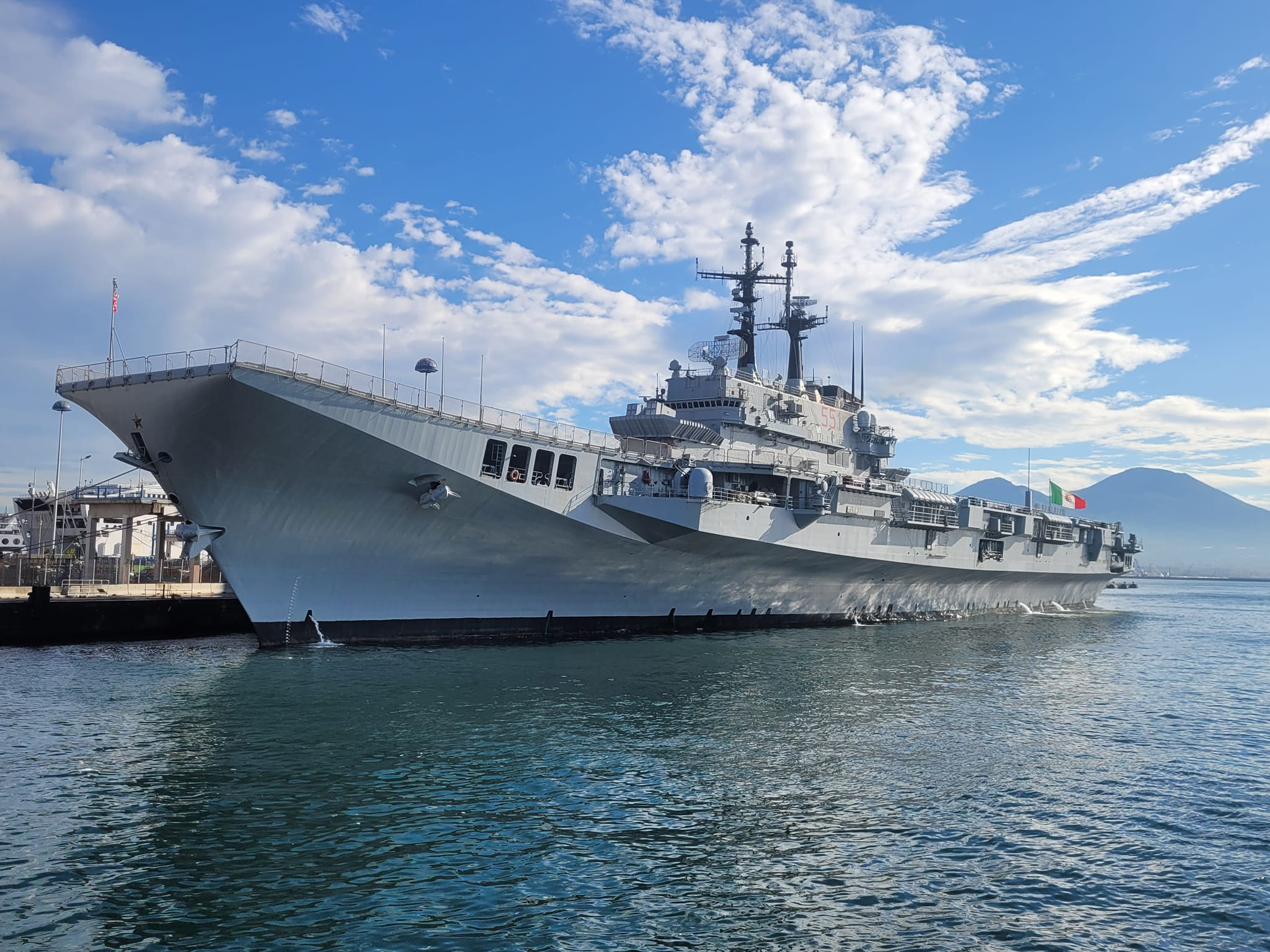
Giuseppe Garibaldi v říjnu 2024

Roku 1999 se letadlová loď Giuseppe Garibaldi zapojila Operace Spojenecká síla. Provedla třicet letů na podporu lezeckých úderů. Roku 2001 se zapojila do Operace Trvalá svoboda. Její letouny AV-8B Harrier podnikly 288 bojových letů. Roku 2011 se zapojila do intervence v Libyi v rámci Operace Unified Protector. Osm letounů AV-8B Harrier v této operaci nalétalo 1221 hodin. Později se loď Giuseppe Garibaldi zapojila ve Středomoří do evropské protipašerácké Operace Sophia. V jejím rámci byla roku 2016 vlajkovou lodí uskupení EUNAVFOR Med. Před svým vyřazením byla vlajkovou lodí námořní složky Sil rychlé reakce NATO.